# Instytut
Instytut (łac. institutum 'urządzenie') – nazwa różnego typu instytucji, przede wszystkim naukowo-badawczych i dydaktycznych, placówek naukowych, jak również zgromadzeń zakonnych (instytut zakonny).
Instytut może być określeniem samodzielnej instytucji badawczej lub występuje jako niesamodzielna jednostka w strukturze uczelni – większej od katedry, a mniejszej od wydziału. Może być też nazwą podstawowej jednostki organizacyjnej uczelni (odpowiednikiem wydziału). Największy zbiór samodzielnych instytutów naukowych w Polsce należy do sieci Polskiej Akademii Nauk. Drugą co do wielkości grupę samodzielnych instytutów naukowych stanowią tzw. instytuty resortowe – podporządkowane bezpośrednio określonym ministerstwom.
Przy wielu uczelniach w Polsce istnieją też instytuty afiliowane (niebędące formalnie częścią uczelni, ale powiązane z nią personalnie lub finansowo) oraz instytuty międzywydziałowe, które są samodzielnymi jednostkami realizującymi badania i kształcenie wymagające wiedzy interdyscyplinarnej.
Oprócz tego w Polsce przybywa coraz więcej niepaństwowych instytutów działających jako instytucje publiczne lub całkowicie prywatne, które nie są powiązane z uczelniami, PAN ani ministerstwami.
W Polsce instytuty mogą samodzielnie prowadzić studia doktorskie (takiego uprawnienia nie posiadają katedry). Studia doktorskie określone w Prawie o szkolnictwie wyższym (Dz.U. z dnia 30 sierpnia 2005 r.), mogą prowadzić placówki naukowe niebędące szkołami wyższymi, posiadające uprawnienie do nadawania stopnia doktora habilitowanego. Przez placówki naukowe niebędące szkołami wyższymi rozumie się instytuty naukowe Polskiej Akademii Nauk albo instytuty badawcze działające na podstawie przepisów o instytutach badawczych.

## Przykłady
Przykłady uczelni w których instytuty są podstawowymi jednostkami organizacyjnymi:
- Państwowa Wyższa Szkoła Zawodowa w Nowym Sączu
- Państwowa Wyższa Szkoła Zawodowa w Sandomierzu

Przykłady instytutów jako jednostek wydziałowych uczelni wyższych:
- Instytut Europeistyki Uniwersytetu Jagiellońskiego
- Instytut Geodezji i Geoinformatyki Uniwersytetu Przyrodniczego we Wrocławiu
- Instytut Biologii Uniwersytetu Przyrodniczego we Wrocławiu

Przykłady instytutów niepaństwowych:
- Instytut Bałtycki w Gdańsku
- Instytut Zachodni w Poznaniu
- Instytut Śląski w Opolu
- Instytut Mazurski w Olsztynie
- Żydowski Instytut Historyczny

Instytuty podległe ministerstwom:
- Narodowy Instytut Fryderyka Chopina
- Instytut Techniki Budowlanej
- Instytut Logistyki i Magazynowania w Poznaniu
- Instytut Genetyki i Hodowli Zwierząt PAN
- Instytut Technologii Eksploatacji
- Instytut Elektrotechniki
- Instytut Elektrotechniki Oddział w Gdańsku
- Instytut Energetyki
- Morski Instytut Rybacki
- Instytut Morski w Gdańsku

Prywatne przedsiębiorstwa mające w nazwie słowo „instytut”:
- Instytut Studiów Podatkowych Modzelewski i Wspólnicy